# 金星大气层可操纵平台
金星大气层可操纵平台 (VAMP) 是由诺斯洛普·格鲁曼航空公司和 LGarde 公司提出的一项任务设想，即用一架动力强劲、续航时间长、充气式半浮力飞行器来探索金星上层大气层中的生物踪迹并进行大气测量。该充气飞行器外观呈梯形状，亦被称为三角翼或飞翼，安装有在进入大气层时可收起双电动螺旋桨。
“金星大气层可操纵平台”被提议搭载在可能于2026年发射的俄罗斯金星D号上，白天，该航空器可进行持续的科学测量，而夜间，它会降至50公里高度，依靠浮力保持在较低功率状态，并仍能在这一高度执行适度的科学测量。金星上空47.5至50.5公里之间的下层云层呈酸性，但一些天体生物学家认为那里是重点目标勘探区，因为其环境有利于微生物的生存，包括较为温和的温度和压力(摄氏∼60°和1个标准大气压)
 

## 概述

### 科学驱动力

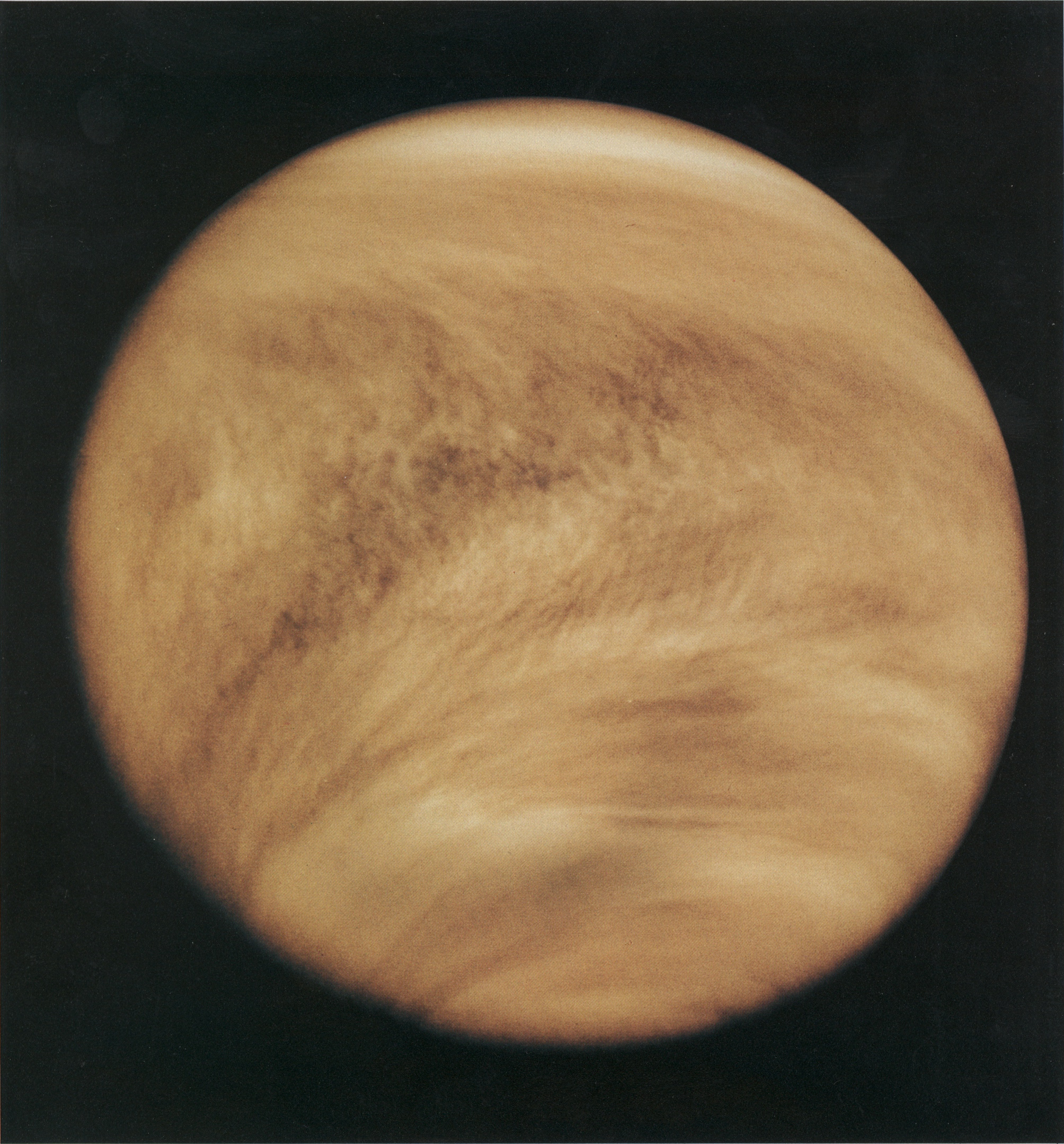
1979年先驱者金星轨道器紫外线观测所揭示的金星大气层中云层的结构，深色区域含有一种能吸收紫外线的不明成分。

自1967年科学家“哈罗德·莫洛维兹”(Harold Morowitz)和卡尔·萨根推测金星云层的宜居性以来，金星云层的宜居性就一直是一个探讨的话题，从那时起，随后的研究进一步突出了由于存在有利的化学和物理环境，如硫化合物、二氧化碳(CO2)、水和温和的温度(0–60°C)和压力(0.4–2个标准气压)等，金星云层可能适合微生物的居住。但众所周知，该行星的表面环境决不适宜居住，温度超出摄氏450°(华氏860°)。
对金星的紫外线(UV)成像揭示，该行星局部云层区330到500纳米波段间的紫外线大量消失。1928年，金星紫外线的这种对比反差首先被在地球上拍摄的照片中观测到，随后又分别在1974年以陆基偏振测定法、1978年使用光谱和2008年来的航天探测器进行过多次测量。金星快车、破晓号和信使号等轨道航天器以及金星计划中的着陆探测器都进行过调查，从光谱观测来看，云层中的暗斑是由浓硫酸和其他未知的吸光粒子组成，但目前这些反差的化学和物理属性仍不得而知。
由于部分模型表明金星曾经拥有宜居的气候，表面存在液态水长达20亿年之久，因此一些科学家推测，这些吸收特征可能是由悬浮在较低云层中的大量微生物造成的，并假设它们主要以铁和硫代谢而繁殖滋生。在地球上，一些嗜极细菌可在酸性极高的环境下茁壮生长，它们以二氧化碳为食，并排泄出硫酸。

## 飞行器
| 初步 参数  | 单位                                                                            |
| ---------- | ------------------------------------------------------------------------------- |
| 翼展       | 55 米                                                                           |
| 长度       | 20 米                                                                           |
| 质量       | 900 千克                                                                        |
| 有效载荷   | ≈50 千克                                                                        |
| 有效容积   | ≈30 米3                                                                         |
| 太阳板电能 | ≥ 8 千瓦                                                                        |
| 浮力气体   | 氢气                                                                            |
| 最大速度   | 30米/秒(110公里/小时)                                                           |
| 推进系统   | 两具电动螺旋桨 直径: 2.93米/具(96") 每具2片桨叶 推力: 90 - 100 磅力             |
| 外罩       | 进入隔热：氧化铝(陶瓷纤维)织物和热凝胶层压板 硫酸和太阳热辐射：高强度特氟龙纤维 |

金星大气层可操纵平台(VAMP)概念始于2012年，由诺斯洛普·格鲁曼和 LGarde 航空航天公司合作推出，它由一架充气式半浮力飞行器构成，其有效设备载荷可对金星大气层进行“实地”测量。该飞行器具有可扩展性，较小型号的翼展为6米，含仪器设备质量共90千克；中型的翼展为30米，质量为450千克，而全尺寸型号的翼展为55米，质量900千克。
金星大气层可操纵平台将搭载在太空中的轨道母舰上，充气后无隔热罩飞入金星大气层，该飞行器自身有10%的浮力，使用推进器时能以110公里/小时的速度巡航，从而获得90%的升力，电源来自太阳能电板和携带的电池组。
在不推进时，飞行器将下降至离地面约55公里的高度，达到100%的浮力，被动漂浮的飞行器也简化了夜间操作以及安全模式回收程序。该飞行器可运行几个月至一年时间，需由轨道通信中继卫星提供支持，以便进行交互式控制，但并非实时控制。金星大气层可操纵平台的飞行高度在50到65公里之间，将覆盖广泛的纬度和所有经度地区。目前仍在对飞行器的形状、部署以及不同外壳膜耐金星高温腐蚀环境能力进行持续研究中，研发团队组还评估了可大大简化包装、部署顺序和结构重量的饼状外形，但它的巡航效率不太高。 。
2017年5月还提出了运载工具概念，作为探索拥有大气层的太阳系其他行星和卫星的概念验证。

## 科学仪器
2013年的初步构想中设想了一套仪器，美国宇航局称之为“金星旗舰相关任务设计”的气球，其质量估计为20千克，需要50瓦电力才能运行.，理论上的设备包括:
- 摄像机
- 惰性气体光谱仪
- 紫外线光谱仪
- 气象包
- 衰减全反射仪
- 气相色谱/质谱仪(GC/MS)
- 偏振浊度计
- 三维超声波风力计
- 电场传感器
- 光学显微镜

## 潜在的任务
金星-D
目前仍在讨论美国航天局是否有可能参与定于21世纪20年代末实施的俄罗斯金星-D任务。2014年，俄罗斯科学家曾征询美国航天局是否有兴趣为该任务合作部分探测仪器。在该项合作中，金星-D探测器可以搭载一些美国组件，包括气球、一颗子卫星、一台长寿命(24小时)地面站或一架可操控的空中平台  ，任何潜在的合作现仍在讨论中。
致力于“金星大气层可操纵平台”概念的工程师们表示，这种飞行器是可扩展的，因此“中等尺寸”的飞行器有可能执行金星-D任务，此型号翼展30米，含仪器在内总质量50千克。。
新疆界计划
诺斯罗普·格鲁曼公司还计划参加美国宇航局的新疆界计划竞选，一旦被选中，它将获得高达10亿美元的奖金，用于优化设计、开发、发布和运营。但专家们注意到，按照该提议，金星大气层可操纵平台无法解决美国宇航局金星探索分析小组(VEXAG)2014年科学路线图所要求的所有关键问题，并且将缺少对金星表面及表面与大气层相互作用的测量。

## 另请参阅
- 金星大气层
- 金星的观察和探索